# Безбородько Олександр Андрійович
Олекса́ндр Андрі́йович Безборо́дько (рос. Алекса́ндр Андре́евич Безборо́дко; 14 (25) березня 1747, Глухів — 6 (17) квітня 1799, Санкт-Петербург) — державний діяч Імперії Романових із малоросійського (чи пак українського) дворянського роду.
Народився у Глухові. Син генерального писаря Гетьманщини Андрія Безбородька і Євдокії Забіли. Випускник Києво-Могилянської академії (1765). Бунчуковий товариш (1765—1772), член Генерального суду (1767—1768). Полковник ніжинський (1768—1773) і київський (1774—1779). Брав участь у Російсько-турецькій війні (1768—1773) під командуванням очільника Малоросії, генерала Петра Рум'янцева. Проявив свої таланти при укладанні Кючук-Кайнарджійського договору (1774), за яким Росія отримала перші володіння в Криму. За наказом імператриці Катерини ІІ став членом Колегії закордонних справ (1780) і академії наук (1784).
Нагороджений титулом графа і членством у Раді імператриці (1786). З кінця 1780-х років був щоденним доповідачем Катерини II з усіх найважливіших питань. Уклав з Османською імперією Ясський мирний договір (1791), анексувавши Єдисан, за що отримав найвищу російську нагороду — орден Андрія Первозванного. Після воцаріння Павла I сподобився титулу світлійшого князя і посади канцлера (1797—1799). Домігся від імператора відновлення в Україні Генерального суду й деяких інших козацьких установ, скасованих попередницею. Помер у Санкт-Петербурзі.

## Біографія

### Кар'єрний зліт
Народився 14 березня 1747 року в Глухові в родині генерального писаря Андрія Безбородька. Щодо походження роду існувала родинна легенда, мовляв, за часів Богдана Хмельницького шляхтичу Дем'янові Ксенжницькому, який воював на боці козаків, в бою відрубали підборіддя і з того часу його нащадки й почали зватися Безбородьками.
Андрій Безбородько зробив стрімку кар'єру з військового канцеляриста до генерального писаря. Його син Олександр теж був приречений на успішну кар'єру в Гетьманщині. Після ліквідації гетьманства його бере під своє крило Петро Румянцев — президент Малоросійської колегії, а потім імперський намісник. Олександр закінчив Києво-Могилянську академію і відразу став бунчуковим товаришем.
Перша практична робота Олександра Безбородька — служба в канцелярії Румянцева. Там він проявив надзвичайні здібності — надзвичайну пам'ять, працьовитість та риси прагматичного кар'єриста — жертва особистим заради кар'єри.
Російсько-турецька війна 1768—1774 років спровокувала кар'єрний прорив Безбородька. Петро Румянцев грав ключову роль у кампанії і пожинав лаври переможця. Безбородько був при похідній канцелярії командувача і виконував безліч рутинної роботи. При цьому він командував кількома полками і особисто брав участь у трьох битвах. У 1768—1773 роках Олександр Безбородько - наказний полковник Ніжинського козацького полка, а 1774 року став полковником Київського козацького полка Війська Запорозького.
В 1774 році в болгарському селі Кючук-Кайнарджі Румянцев починає мирні переговори з турками. Безбородько завідує делікатною справою — задобрює ворожих послів цінними подарунками. Мир приносить імперії територію від Дніпра до Південного Бугу. Турки визнають незалежним Кримське ханство, яке поступово зближується з Російською імперією.

### На службі в імператриці
Румянцев рекомендує Безбородька імператриці Катерині ІІ. В 1775 році 30-річний Олександр Безбородько переїжджає до Санкт-Петербургу, де стає секретарем імператриці по «чолобитним» справам. За два роки Безбородько досить добре вивчає французьку мову, пізніше опановує італійську та німецьку.
Імператриця швидко помічає таланти нового секретаря. Вона все частіше вимагає, щоб справи їй доповідав виключно Безбородько. Справи Сенату, Синоду, Іноземної колегії, усіх намісництв проходять через його руки. З-під його пера виходить більшість законодавчих актів. Його діловий літературний стиль заслужено здобуває репутацію найкращого в імперії.
З ростом повноважень Безбородько формує свою особисту канцелярію. У найкращі часи там працює до дев'яти чоловік. З 1784 року правою рукою першого секретаря стає його земляк Дмитро Трощинський, який бере на себе всю чорнову роботу.
В 1779 році — Безбородько вже бригадир, пізніше кавалер новоствореного ордену св. Володимира. Отримує тисячу кріпосних в Білорусі, а потім і в Україні. Скоро він організовує поїздку імператриці до Могильова, де вона зустрічається зі своїм союзником австрійським імператором Йосифом II.
Імператриця переводить його на дипломатичний фронт. В 1780 році вона прикріпляє Безбородька в чині генерал-майора до Колегії іноземних справ як уповноваженого для всіх іноземних переговорів.
Першу делікатну місію — анексію Криму — Безбородько виконав блискуче. 8 квітня 1783 року виходить маніфест про анексію Криму Російською імперією, написаний Безбородьком. Успішна зовнішньополітична оборудка дає привід імператриці нагородити його титулом графа.
Тим часом російська дипломатія на чолі з Безбородьком отримала ще одну перемогу над стратегічним ворогом — Османською імперією. В 1782 році був укладений Георгіївський трактат, за яким Грузинське царство переходило під протекцію імперії. Безбородько рекомендує цариці не гаяти часу і цілком анексувати Грузію. Цариця на це не наважилась, через п'ять років трактат фактично розірваний, а задум першого секретаря імперії реалізований лише на початку наступного століття.
Коли низка взаємних провокацій між Російською та Османською імперіями скінчилась відкритою війною Безбородько пише головний ідеологічний документ цієї війни — маніфест. Головна його ідея — миролюбність Росії та підступність і нахабність турків. Також він відповідав за комунікацію між центром та головнокомандувачами — князем Потьомкіним та графом Румянцевим.
В 1788 році Безбородько підтримує ідею надвірного радника Василя Капніста відродити козацтво в Україні, щоб сформувати мобільні з'єднання легкої кінноти, але проєкт не було реалізовано.
В серпні 1790 року зусиллями Безбородька укладено Верельський мир Росії зі Швецією на умовах непорушності довоєнних кордонів. Імператриця відзначає заслуги Безбородька чином дійсного таємного радника. Після смерті Григорія Потьомкіна Катерина ІІ доручає йому вести мирні перемовини з турками. Досить швидко він добився головної поступки — Чорноморське узбережжя від Південного Бугу до Дністра переходило до імперії. 29 грудня 1791 року Російська та Османська імперії підписують Ясський мир. Творець цього миру Олександр Безбородько отримує в нагороду оливову гілку та 5000 кріпаків.
Після такого дипломатичного тріумфу Олександр Безбородько займається польськими справами. Росія намагається перешкодити реформам в Польщі. В 1791 році він готує виступ шляхетської опозиції проти реформаторів. Опозиціонери створюють Торговицьку конфедерацію і офіційно просять допомоги у Росії. В січні 1793 року Росія підписує конвенцію з Пруссією про поділ польських земель. Після визвольного повстання під проводом Тадеуша Костюшко Безбородько вважає, що тепер слід окупувати та анексувати Польщу. Він пише твір «Оголошення про причини війни з Польщею», де стверджує, що поляки з 1788 року ворожі до Росії та наносять обра́зу гідності її величності. В підсумку за свої труди на польському фронті Олександр Безбородько отримує 50 000 рублів, 10 000 рублів пожиттєвої пенсії в рік та майже 5000 кріпосних в Брацлавській губернії.

### Внутрішні справи
У внутрішніх справах Безбородько рекомендує себе як успішний реформатор. У 1780-х роках він очолює поштове відомство імперії, перетворивши архаїчну «ямську» систему зв'язку на модерну установу. З його ініціативи складають карти поштових доріг, через кожні 15—25 верст будують станції (кожну версту позначають спеціальним кам'яним стовпом, які подекуди збереглись і сьогодні), встановлюють чітку таксу за пересилку листів та посилок, відкривають два поштамти та 22 поштові контори.
Безбородько був членом «Комісії про дороги в державі», а також ключовою фігурою імператорської ради. З 872 протоколів цієї установи лише 253 підписані не ним. В кінці 1795 року Безбородько розслідує грандіозну крадіжку 600 000 рублів із Заємного банку. В нагороду отримує у власність нові селища в Україні, а також вищий придворний чин гофмейстера.

### Останні роки життя
6 листопада 1796 року помирає імператриця Катерина II. Новий імператор Павло Петрович осипає графа численними почестями та нагородами. В придворних колах поповзли чутки, що Катерина II залишила таємний заповіт, в якому передавала престол своєму онуку Олександру в обхід сина Павла. Безбородько, як найбільш довірена особа, був хранителем цього документу. Коли цариця лежала на смертному одрі, граф буцімто показав Павлу ці папери і за його наказом спалив незручний заповіт. В листопаді 1796 року Павло І присвоїв Безбородьку перший клас чиновницької «Табелі про ранги» зі званням фельдмаршала.
Під час коронації граф отримує 40 000 душ кріпосних у Воронезькій та Орловській губерніях, титул світлійшого князя і право обрати ще 6000 селян у будь-якому куточку держави. Через рік Безбородько стає ліфляндським дворянином та сенатором (хоча на жодному засіданні Сенату він так і не з'явився).
На початку квітня 1797 року цар призначає Олександра Безбородька канцлером імперії. За дорученням Павла І канцлер опікає Мальтійський орден — рудимент лицарської корпорації, якій протегує імператор. В 1797 році він укладає з ними союзну конвенцію, за що стає кавалером ордену Іоанна Єрусалимського. Цар теж в боргу не залишився — нагородив Безбородька діамантовою зіркою та орденом Андрія Первозванного.
Під завісу життя він пише «Записку для складання законів Російських» — чернетку ліберальних реформ для імперії. Він пропонує перетворити Сенат на представницький орган усіх станів, надати йому законодорадчі функції. З селян мали стягувати лише фіксовані повинності, а кріпаків без землі взагалі заборонялось продавати. Частину його пропозицій спробують реалізувати за часів царювання наступного після Павла імператора — Олександра І.
Олександр Безбородько завжди любив жити на широку ногу. Його будинок на Поштамтській вулиці в Петербурзі (тепер це Центральний музей зв'язку РФ) вражав своєю пишністю. Безбородько зібрав найкращу в країні колекцію картин і буквально полював за новими експонатами. Крім головного палацу, мав дачу на Неві з чудовим садом та фешенебельний будинок в Москві (останній сучасники оцінювали в 700 000 рублів). Численні прохачі буквально осаджують його приймальню. Граф майже ніколи не відмовляв своїм землякам-українцям.
В житті Безбородька були дві пристрасті — карти та жінки. Зовні досить непривабливий Безбородько так ніколи і не одружився, але про його любовні походеньки говорила вся столиця. Він мав особливу слабкість до співачок та актрис. Найтриваліший зв'язок Безбородько мав з актрисою Ольгою Каратигіною. Він познайомився з нею в 1789 році, а в 90-х вона переїхала до графа і жила з ним громадянським шлюбом. Плодом такого союзу стала позашлюбна дочка — Наталія Верецька.
Після 1796 року Безбородько постійно хворіє. Дається взнаки розгульний спосіб життя та переживання після смерті імператриці. В грудні 1798 року фізичні страждання стають нестерпними. Канцлер проситься у відставку, але імператор затягує з відповіддю. В кінці зими князь хоче їхати в Карлсбад на лікування мінеральними водами. Але не встигає — його розбиває параліч і 6 квітня 1799 року він помирає на 52 році життя.

### Основні дати життя та діяльності
Народився 14 (25 березня) 1747 року в колишній гетьманській столиці — стародавньому українському місті Глухові у сім'ї генерального писаря козацького війська.
- 1765 року закінчив навчання в Києво-Могилянській академії;
- з 1765 по 1772 роки був бунчуковим товаришем;
- у 1767—1768 роках — член Генерального суду;
- брав участь у Російсько-турецькій війні 1768—1773 років, де командував різними українськими полками, які входили до складу армії генерал-губернатора України Петра Рум'янцева;
- до переговорів, що закінчилися підписанням у 1774 році Кючук-Кайнарджійського миру, Олександр Безбородько проявив виняткові дипломатичні здібності й домігся відмови Османської імперії від її прав на Крим та Кубань;
- у листопаді 1780 р. був зарахований до Колегії іноземних справ;
- у жовтні 1784 року Безбородько був обраний членом Російської академії;
- у 1786 році отримав титул графа і був призначений членом Ради Її Імператорської Величності;
- з кінця 1780-х років був щоденним доповідачем Катерини II з усіх найважливіших питань;
- 14 лютого 1787 року приймав у Києві в Маріїнському палаці, коли там перебувала Імператриця венесуельского політичного діяча Франсіско Міранду[4];
- у кінці 1791 року Безбородько уклав з Османською імперією так званий Ясський мирний договір. За цим договором Османська імперія відмовилась на користь Російської імперії від земель між річками Буг та Дністер. За укладення Ясського мирного договору отримав найвищу нагороду Росії — орден Андрія Первозванного;
- у квітні 1797 року Павло I надав Безбородькові титул найсвітлішого князя Російської імперії і призначив його на найвищу державну посаду — канцлером. Безбородько мав великий вплив на Павла I i домігся від нього відновлення в Україні Генерального суду й деяких інших установ Гетьманщини, скасованих Катериною II.

Безбородько зробив значний внесок у розвиток культури своєї Батьківщини. Кохаючись в українській історії, він склав повний список гетьманів України, генеральних суддів і підскарбіїв, генеральних осавулів, писарів, хорунжих, а також полковників дев'яти українських полків, які становили військо гетьмана. Він наводить близько 300 прізвищ людей, які входили до вищих військових та цивільних органів управління України, даючи деяким з них короткі, але влучні характеристики. Деякі дослідники вважають саме Безбородька автором знаменитого анонімного твору «Історія русів».
Ним зібрана унікальна колекція картин, бронзи й порцеляни, яка, за відгуками сучасників, свідчила про витончений смак власника. Зараз більшість картин Безбородька перебуває в Росії в Ермітажі та Російському музеї Петербурга, частина — в Ніжинському університеті.
У 1805—1817 роках на надані ним кошти в старовинному полковому місті Ніжині був заснований ліцей, пізніше перетворений на гімназію, а ще пізніше на історико-філологічний інститут ім. князя О. Безбородька (нині Ніжинський державний університет імені Миколи Гоголя).
Помер 17 квітня (6 квітня за ст. ст.) 1799 року і був похований в Олександро-Невській лаврі в Петербурзі.

## Володіння в Україні
В 1783 році отримав «в потомственное владение» 2700 душ у Малоросії, в 1784 році більше 3000 душ у Малоросії, в 1786 році нагороджений селами в Малоросії. Коли саме отримав у володіння Носівку невідомо.

## Оцінки
- Російський поет Олександр Пушкін негативно ставився до канцлера і його кар'єрного шляху, про які згадував із заздрісним презирством: «в князі не стрибав із хохлів» (рос. в князья не прыгал из хохлов)[6].

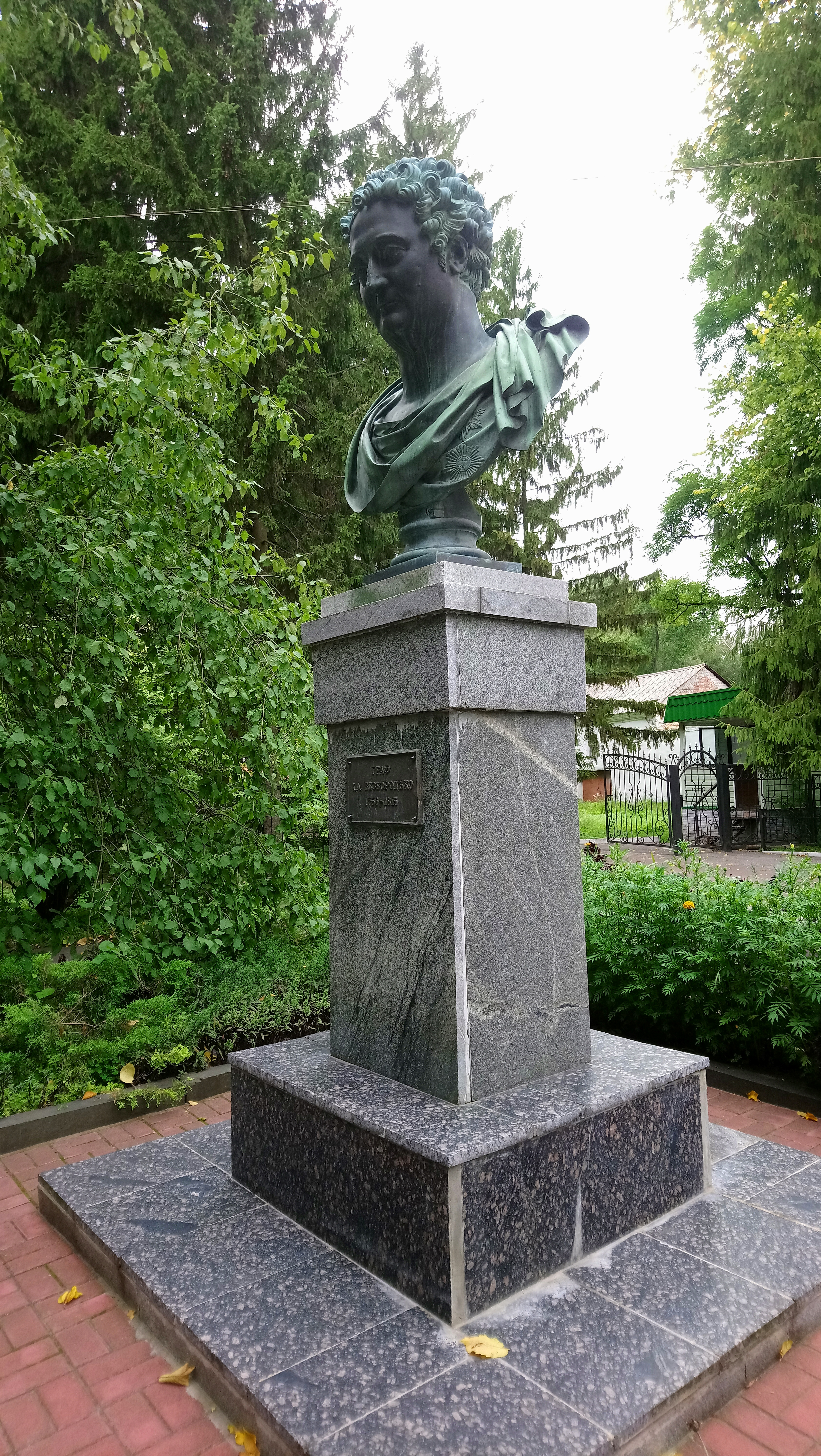
Погруддя Олександру Безбородьку у місті Ніжин

## Вшанування пам'яті
У місті Ніжин є погруддя Олександру Безбородьку. Також у Ніжині є вулиця Безбородька.
23 грудня 2024 року у місті Глухів вулицю Петра Сагайдачного перейменували на вулицю Олександра Безбородька.